# Марин Конов
Марин Ив. Конов е български предприемач и кмет на Севлиево.

## Биография
Роден е през юли 1892 г. Баща му е местен предприемач-строител, а майка му е дъщеря на свещеник Марин Софрониев, участник в национално-освободителните борби и съратник на Васил Левски и местния революционер Стефан Пешев. Завършва основно и средно образование в родния си град. След това учи право в Лозана, Швейцария. Доброволец е в Първата световна война. Учител е по френски език в прогимназията в Севлиево. Като предприемач-строител участва в строителството на читалище „Развитие“, моста на река Росица и други. През 1939 г. е назначен за помощник-кмет. Помага за строителството на квартал „Балабаница“ и дигите на река Росица. Като кмет на града дейността му отново е насочена най-вече към строителство на сгради и ремонтни дейности на територията на Севлиево. На 5 октомври 1944 г. привечер той е повикан в милицията за справка и от този момент никой повече не го вижда. Според неговата дъщеря, той е убит същата нощ, заедно с още 5 души, в околностите на Севлиево. Севлиевският народен съд го осъжда на смърт и е конфискувано цялото му имущество.